# ディレイ (曲)
「ディレイ」 は、神聖かまってちゃんの楽曲。2019年8月11日に各種音楽配信サービスにてリリースされた。

## 概要
- 前作『夏空サイダー』以来約1年ぶりのリリースとなる。

- 今作のリリースのみに用いられているレーベル「Air the rooM」は、神聖かまってちゃんの所属事務所であるパーフェクトミュージック内に設立された配信リリース専門のレーベルである[6]。

## 収録内容
| #         | タイトル     | 作詞・作曲 | 編曲               | 時間 |
| --------- | ------------ | ---------- | ------------------ | ---- |
| 1.        | 「ディレイ」 | の子       | 神聖かまってちゃん | 4:25 |
| 合計時間: | 合計時間:    | 合計時間:  | 合計時間:          | 4:25 |